# Stetholiodes striatipennis
Stetholiodes striatipennis es una especie de escarabajo del género Stetholiodes, familia Leiodidae. Fue descrita por Gaston Portevin en 1926. Se encuentra en India y Pakistán.